# Francesco Maria II Pico della Mirandola
Francesco Maria Pico, noto anche come Francesco Maria II per distinguerlo dal padre (Concordia sulla Secchia, 30 settembre 1688 – Madrid, 26 novembre 1747), è stato un nobile italiano, terzo duca della Mirandola e quarto marchese di Concordia, l'ultimo di entrambi i titoli.
Soprannominato "il Duchino", poiché divenne sovrano all'età di poco più di 2 anni, fu l'ultimo membro della famiglia Pico a regnare sul Ducato della Mirandola, che con lui mise fine alla propria indipendenza: infatti il sovrano venne deposto nel 1708 a seguito della Guerra di Successione Spagnola e nel 1710 il Ducato venne venduto al duca Rinaldo d'Este e annesso al Ducato di Modena e Reggio.
Poiché entrambi i suoi matrimoni risultarono sterili, con lui si estinse la linea diretta dei sovrani della Mirandola.

## Biografia

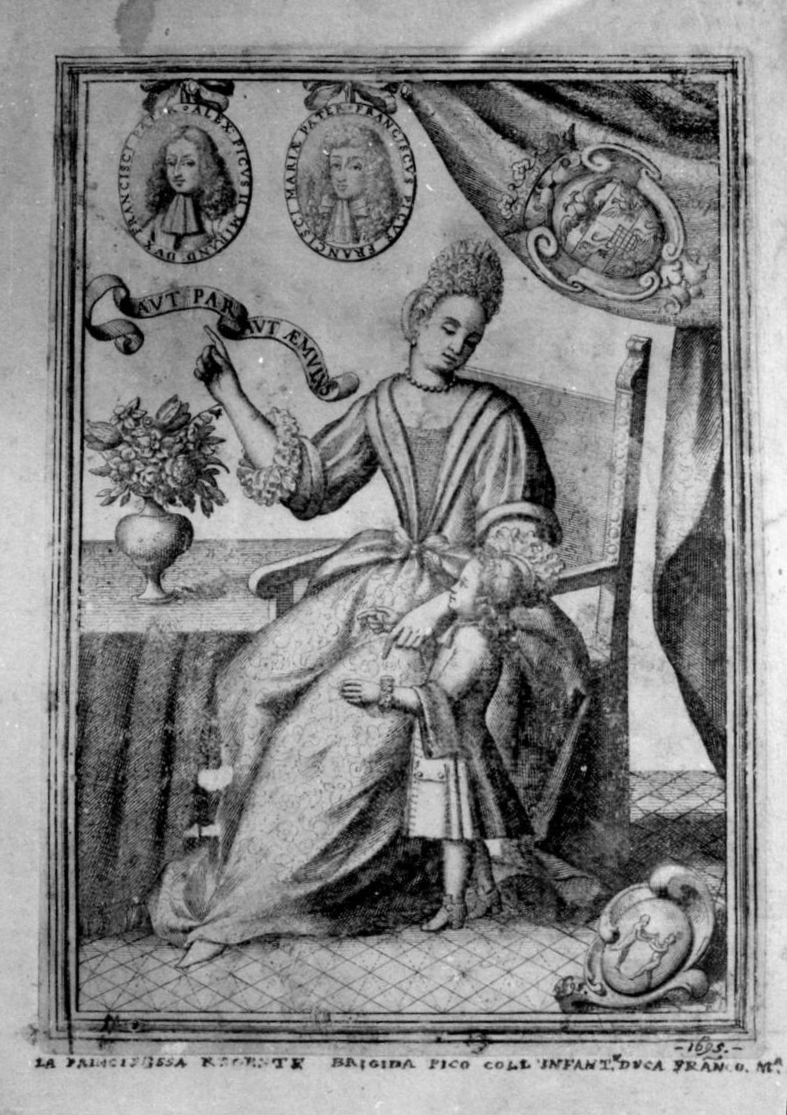
La principessa reggente Brigida Pico indica al duca infante Francesco Maria i ritratti del padre Francesco e del nonno Alessandro II.

Nato a Concordia, era figlio di Francesco Maria I Pico della Mirandola (che morì il 19 aprile 1689 ad appena 27 anni d'età) e di Anna Camilla Borghese, figlia di Giovanni Battista Borghese principe di Sulmona. Poco dopo, Francesco Maria venne abbandonato anche dalla madre, dopo aspri contrasti con la famiglia Pico.
Alla morte del nonno Alessandro II Pico, avvenuta il 2 febbraio 1691, ricevette il feudo che governò sotto tutela della zia Brigida Pico (1633-1720). Il suo governo iniziò nel 1706 e si schierò con la Francia nella guerra di successione spagnola: Concordia fu data alle fiamme e devastata. Durante l'assedio della Mirandola del 1705, firmò a Modena un trattato col re di Francia, venendo nel contempo nominato luogotenente generale e Mirandola posta sotto un presidio francese. Come conseguenza di ciò, nel 1706 a Vienna fu dichiarato decaduto per fellonia nei confronti dell'Impero austriaco ed espulso dal ducato dal principe Eugenio di Savoia. Nel 1708 tutti i beni della famiglia Pico furono confiscati. Nel 1710 il Ducato della Mirandola venne venduto al duca di Modena Rinaldo d'Este per la somma di 200.000 doppie di Spagna (equivalenti ad una tonnellata d'oro).
Francesco Maria trovò rifugio in Spagna sotto la protezione del re Filippo V, il quale lo nominò Caballerizo mayor nel maggio 1715 e Mayordomo mayor del Rey de España nel 1738.
Il 14 giugno 1716 sposò la Duchessa María Teresa Spínola y de la Cerda, figlia del Duca Carlo Filippo Antonio Spinola (quarto Duca di Sesto e marchese di Los Balbases nonche Grande de España), la quale morì affogata il 15 settembre 1723 durante un'inondazione che travolse la loro casa di Madrid; nella tragedia morì anche Francesco Pio di Savoia. Nel 1744 sposò in seconde nozze Maria Guadalupe Fitz-James Stuart y Colón de Portugal (1725–1750), figlia di James FitzJames, II duca di Berwick e Catalina Ventura Colón de Portugal, VIII duchessa di Veragua.
Morì a Madrid nel 1747, senza eredi.

## Ascendenza
|                                         |                |                         | Genitori                           |  |  | Nonni |  |  | Bisnonni                         |  |  | Trisnonni                         |  |
|                                         |                |                         |                                    |  |  |       |  |  | Galeotto IV Pico della Mirandola |  |  | Alessandro I Pico della Mirandola |  |
|                                         |                |                         |                                    |  |  |       |  |  | Galeotto IV Pico della Mirandola |  |  | Alessandro I Pico della Mirandola |  |
|                                         |                | Eleonora Segni          |                                    |  |  |       |  |  | Galeotto IV Pico della Mirandola |  |  |                                   |  |
| Alessandro II Pico della Mirandola      |                |                         |                                    |  |  |       |  |  | Galeotto IV Pico della Mirandola |  |  |                                   |  |
|                                         |                | Maria Cybo-Malaspina    | Carlo I Cybo-Malaspina             |  |  |       |  |  |                                  |  |  |                                   |  |
|                                         |                | Maria Cybo-Malaspina    | Carlo I Cybo-Malaspina             |  |  |       |  |  |                                  |  |  |                                   |  |
|                                         |                | Maria Cybo-Malaspina    | Brigida Spinola, patrizia genovese |  |  |       |  |  |                                  |  |  |                                   |  |
| Francesco Maria I Pico della Mirandola  |                | Maria Cybo-Malaspina    |                                    |  |  |       |  |  |                                  |  |  |                                   |  |
|                                         |                | Alfonso III d'Este      | Cesare d'Este                      |  |  |       |  |  |                                  |  |  |                                   |  |
|                                         |                | Alfonso III d'Este      | Cesare d'Este                      |  |  |       |  |  |                                  |  |  |                                   |  |
|                                         |                | Alfonso III d'Este      | Virginia de' Medici                |  |  |       |  |  |                                  |  |  |                                   |  |
| Anna Beatrice d'Este                    |                | Alfonso III d'Este      |                                    |  |  |       |  |  |                                  |  |  |                                   |  |
|                                         |                | Isabella di Savoia      | Carlo Emanuele I di Savoia         |  |  |       |  |  |                                  |  |  |                                   |  |
|                                         |                | Isabella di Savoia      | Carlo Emanuele I di Savoia         |  |  |       |  |  |                                  |  |  |                                   |  |
|                                         |                | Isabella di Savoia      | Caterina Michela d'Asburgo         |  |  |       |  |  |                                  |  |  |                                   |  |
| Francesco Maria II Pico della Mirandola |                | Isabella di Savoia      |                                    |  |  |       |  |  |                                  |  |  |                                   |  |
|                                         | Paolo Borghese | Marcantonio II Borghese |                                    |  |  |       |  |  |                                  |  |  |                                   |  |
|                                         | Paolo Borghese | Marcantonio II Borghese |                                    |  |  |       |  |  |                                  |  |  |                                   |  |
|                                         | Paolo Borghese | Camilla Orsini          |                                    |  |  |       |  |  |                                  |  |  |                                   |  |
| Giovanni Battista Borghese              | Paolo Borghese |                         |                                    |  |  |       |  |  |                                  |  |  |                                   |  |
|                                         |                | Olimpia Aldobrandini    | Giorgio Aldobrandini               |  |  |       |  |  |                                  |  |  |                                   |  |
|                                         |                | Olimpia Aldobrandini    | Giorgio Aldobrandini               |  |  |       |  |  |                                  |  |  |                                   |  |
|                                         |                | Olimpia Aldobrandini    | Ippolita Ludovisi                  |  |  |       |  |  |                                  |  |  |                                   |  |
| Anna Camilla Borghese                   |                | Olimpia Aldobrandini    |                                    |  |  |       |  |  |                                  |  |  |                                   |  |
|                                         |                | Ugo Boncompagni         | Gregorio Boncompagni               |  |  |       |  |  |                                  |  |  |                                   |  |
|                                         |                | Ugo Boncompagni         | Gregorio Boncompagni               |  |  |       |  |  |                                  |  |  |                                   |  |
|                                         |                | Ugo Boncompagni         | Eleonora Zapata                    |  |  |       |  |  |                                  |  |  |                                   |  |
| Eleonora Boncompagni                    |                | Ugo Boncompagni         |                                    |  |  |       |  |  |                                  |  |  |                                   |  |
|                                         |                | Maria Ruffo             | Francesco Ruffo                    |  |  |       |  |  |                                  |  |  |                                   |  |
|                                         |                | Maria Ruffo             | Francesco Ruffo                    |  |  |       |  |  |                                  |  |  |                                   |  |
|                                         |                | Maria Ruffo             | ?                                  |  |  |       |  |  |                                  |  |  |                                   |  |
|                                         |                | Maria Ruffo             |                                    |  |  |       |  |  |                                  |  |  |                                   |  |